# Viala-du-Tarn
Viala-du-Tarn è un comune francese di 552 abitanti situato nel dipartimento dell'Aveyron nella regione dell'Occitania.

## Società

### Evoluzione demografica
Abitanti censiti